# Diffusion inélastique de rayonnement
On parle de diffusion inélastique de rayonnement (onde électromagnétique, mais aussi neutron, etc.) lorsque l'énergie du rayonnement diffusé est différente de l'énergie du rayonnement incident.
En spectroscopie, on parle de processus Stokes, lorsque l'énergie du rayonnement diffusé est inférieure à celle du rayonnement incident ; il y a gain d'énergie dans l'échantillon par la création d'une excitation (phonon, magnon etc.) et de processus anti-Stokes dans le cas contraire. Plusieurs techniques de spectroscopie exploitent ce phénomène. Voir :
- Diffusion Brillouin
- Diffusion Raman
- Diffusion inélastique des rayons X
  - Diffusion inélastique résonante de rayons X